# (20550) 1999 RX110
A (20550) 1999 RX110 a Naprendszer kisbolygóövében található aszteroida. A LINEAR projekt keretében fedezték fel 1999. szeptember 8-án.